# Niccolo da Carrara
Niccolò da Carrara (Padua, eind 13e eeuw – Chioggia, 19 oktober 1344) was een militair in de stadstaat Padua in het Heilige Roomse Rijk, in een periode dat zijn familie het Huis da Carrara zich nestelde als een dynastie.
Zelf werd Niccolo nooit heer van Padua; hij was jaren een rebellenleider (1324-1328) tegen zijn neef Marsilio da Carrara, heer van Padua.

## Levensloop
Zijn ouders waren Ubertino da Carrara, bijgenaamd de Oude, en Inselgarda. Begin 14e eeuw greep de familie da Carrara de macht in de stadstaat Padua, dat formeel onder het bestuur viel van de hertogen van Karinthië. Niccolo hielp hierbij intern doch ook extern: hij bevocht regelmatig de heersers van de naburige stadstaat Verona, een andere stadstaat in het Heilige Roomse Rijk. Met name bevocht hij regelmatig Cangrande della Scala, heer van Verona.
In 1320 was Niccolo ambassadeur van Padua bij Frederik de Schone, hertog van Oostenrijk, die hof hield in Bolzano. Het doel was een bestand te vinden tussen Padua en Verona. Cangrande della Scala verliet in stilte het hof om met zijn soldaten via een waterput van een klooster in Padua de stad binnen te dringen. Niccolo holde achter de Veronezen aan en zijn soldaten sloegen de inname af. Niccolo werd de militaire leider van de Welfen of pausgezinden in Padua. 

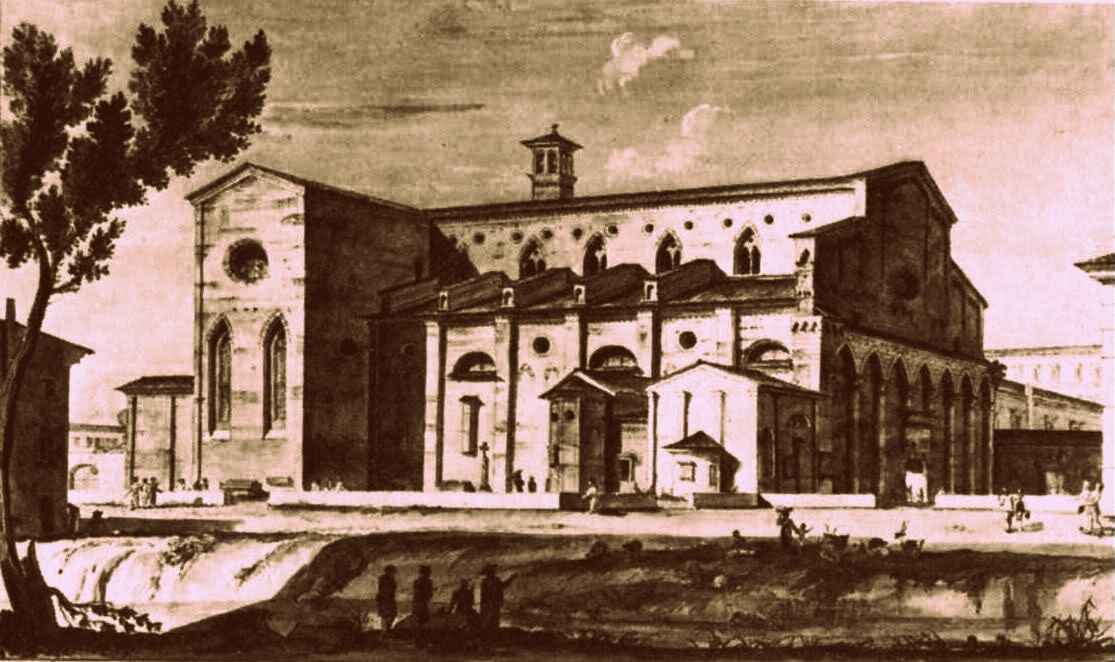
Voormalige kerk Sant'Agostino in Padua

Van 1322 tot 1324 was Niccolo actief in de Pauselijke Staat. Hij was podestà van Bologna en van Parma. 
In 1324 was Niccolo in Padua aanwezig bij het overlijden van Jacopo I da Carrara, heer van Padua en stamvader van de familie. Niccolo stond dicht bij de troon doch zijn neef Marsilio da Carrara werd de heer van Padua. Niccolo liep over naar het kamp van de hertogsgezinden, de partij van hertog Hendrik VI van Karinthië en Tirol en startte een oppositie tegen zijn neef. Dit escaleerde tot een gewapend opstand (1326). Niccolo en zijn militie veroverden het platteland rond Padua (1327). Niccolo’s huis in Padua zelf werd geplunderd en in brand gestoken; zijn twee zonen Giacomo en Jacopino werden naar Duitsland afgevoerd. Niccolo was afgunstig op de macht van zijn neef. Hij plande een staatsgreep. Doch heer Marsilio riep de hulp in van Cangrande, heer van Verona. Alleen zo kon Marsilio de opstandige Niccolo verjagen (1328). 
Niccolo vluchtte naar het buurland, de republiek Venetië. Hij leefde voor de rest van zijn leven in ballingschap, afwisselend in de stad Venetië en in Chioggia. In Chioggia stierf hij in 1344. Hij werd begraven in de Sant’Agostino in Padua (1344). Deze kerk werd onder Oostenrijks bestuur in de 19e eeuw afgebroken.

## Huwelijk en kinderen
Uit zijn huwelijk met Elena della Torre had Niccolo twee zonen: Giacomo I da Carrara en Jacopino da Carrara. Zijn beide zonen werden heer van Padua, respectievelijk in de periode 1345-1350 en 1350-1355. Tevens had Niccolo twee dochters: Beatrice en Iselgarda. Na Elena's overlijden hertrouwde Niccolo met ene Giacoma.